# Oposição ortodoxa à supremacia papal
A Igreja Ortodoxa rejeita a doutrina da primazia absoluta e da infalibilidade doutrinária do Papa estabelecida na Igreja Católica Romana. A eclesiologia ortodoxa prevê o primado da honra e não concorda com a interpretação do primado na teologia católica, expressa no ensinamento “sobre o estabelecimento, continuidade, sentido e significado do sagrado Primado do Romano Pontífice e sobre o seu magistério infalível”. A teologia ortodoxa não aceita a reivindicação do trono papal ao poder absoluto na Igreja e entende a primazia exclusivamente como primus inter pares  - “o primeiro entre iguais”. A doutrina católica, que atribui ao Papa as funções de governar toda a Igreja Ecumênica, recebeu o nome de “papismo” na Ortodoxia. Na eclesiologia ortodoxa, a primazia é inseparável da “catolicidade-conciliaridade”. Após a divisão das Igrejas Católica Romana e Ortodoxa de acordo com a 3ª regra do Segundo Concílio Ecumênico, a primazia na Ortodoxia passou para a “Nova Roma” - o Patriarcado de Constantinopla. A questão da primazia do Papa é uma das principais razões para a divisão das Igrejas cristãs ocidentais e orientais.